# Infernodrakon
Infernodrakon („drak z pekla“) byl rod středně velkého pterosaura (ptakoještěra) z čeledi Azhdarchidae, který žil v období nejpozdnější křídy (stupeň Maastricht) na území dnešní Montany v USA. S předpokládaným rozpětím křídel asi 4,15 metru šlo o jednoho z menších zástupců své čeledi (například oproti obřímu rodu Quetzalcoatlus).

## Historie
Fosilie tohoto ptakoještěra (v podobě izolovaného krčního obratle o délce 35 cm) byly objeveny v asociaci s kostrou juvenilního jedince druhu Tyrannosaurus rex (exemplář Jane"), a to v roce 2002 na jihovýchodě Montany. V roce 2025 byl formálně popsán jako Infernodrakon hastacollis. Jedná se o prvního pojmenovaného ptakoještěra ze souvrství Hell Creek. Je ale možné, že žil i jinde, mnoho azhdarchidů totiž představuje výrazně rozšířené až kosmopolitní druhy. Podle některých odhadů dokázali tito ptakoještěři urazit ohromné vzdálenosti.

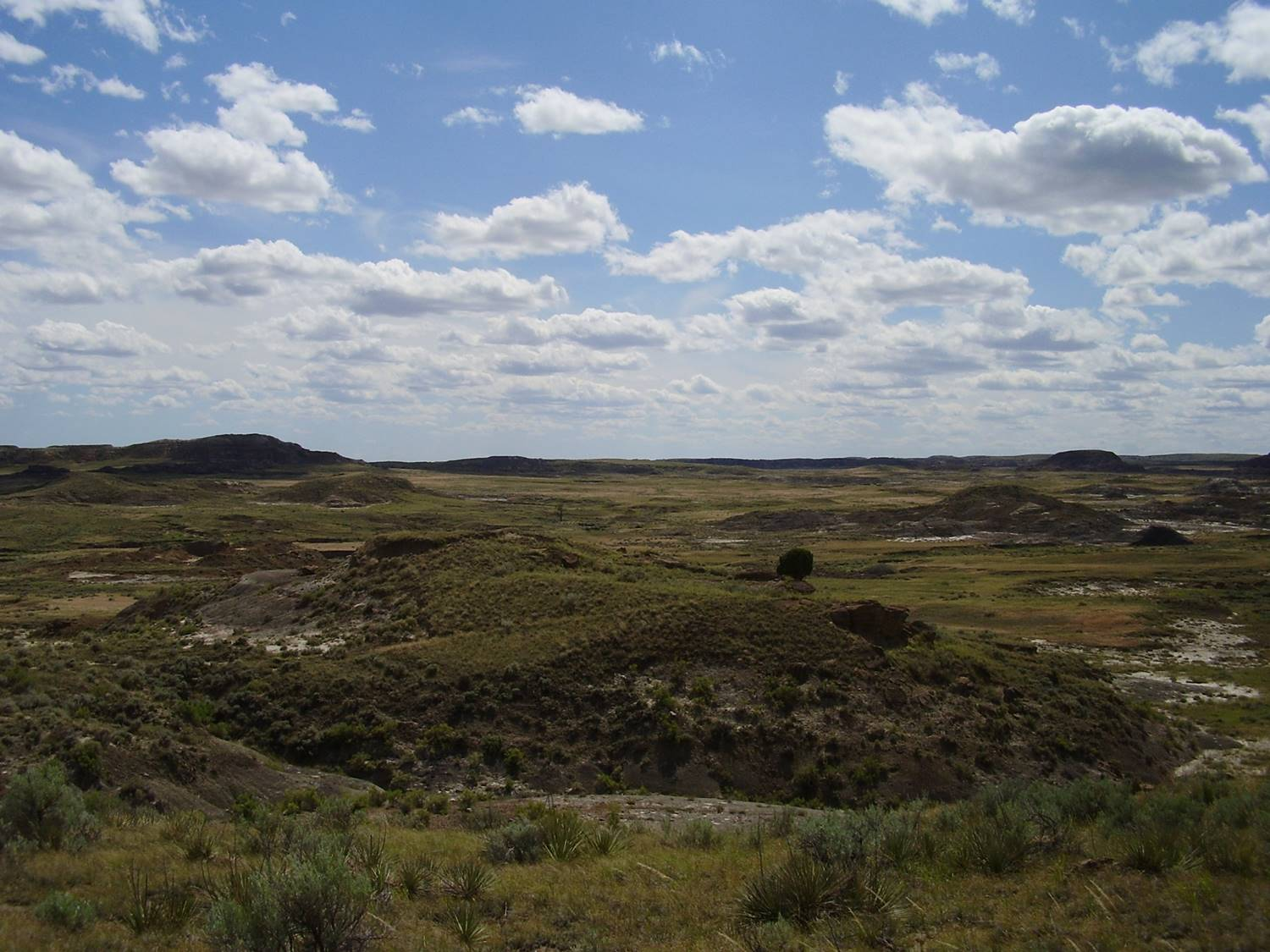
Souvrství Hell Creek na území Montany - místo objevu druhu Infernodrakon hastacollis.

Mezi nejbližší příbuzné druhu I. hastacollis patří obří druh Arambourgiania philadelphiae, známý z objevů fosilií na území Jordánska a státu Tennessee v USA.